# 喜多方拉麵

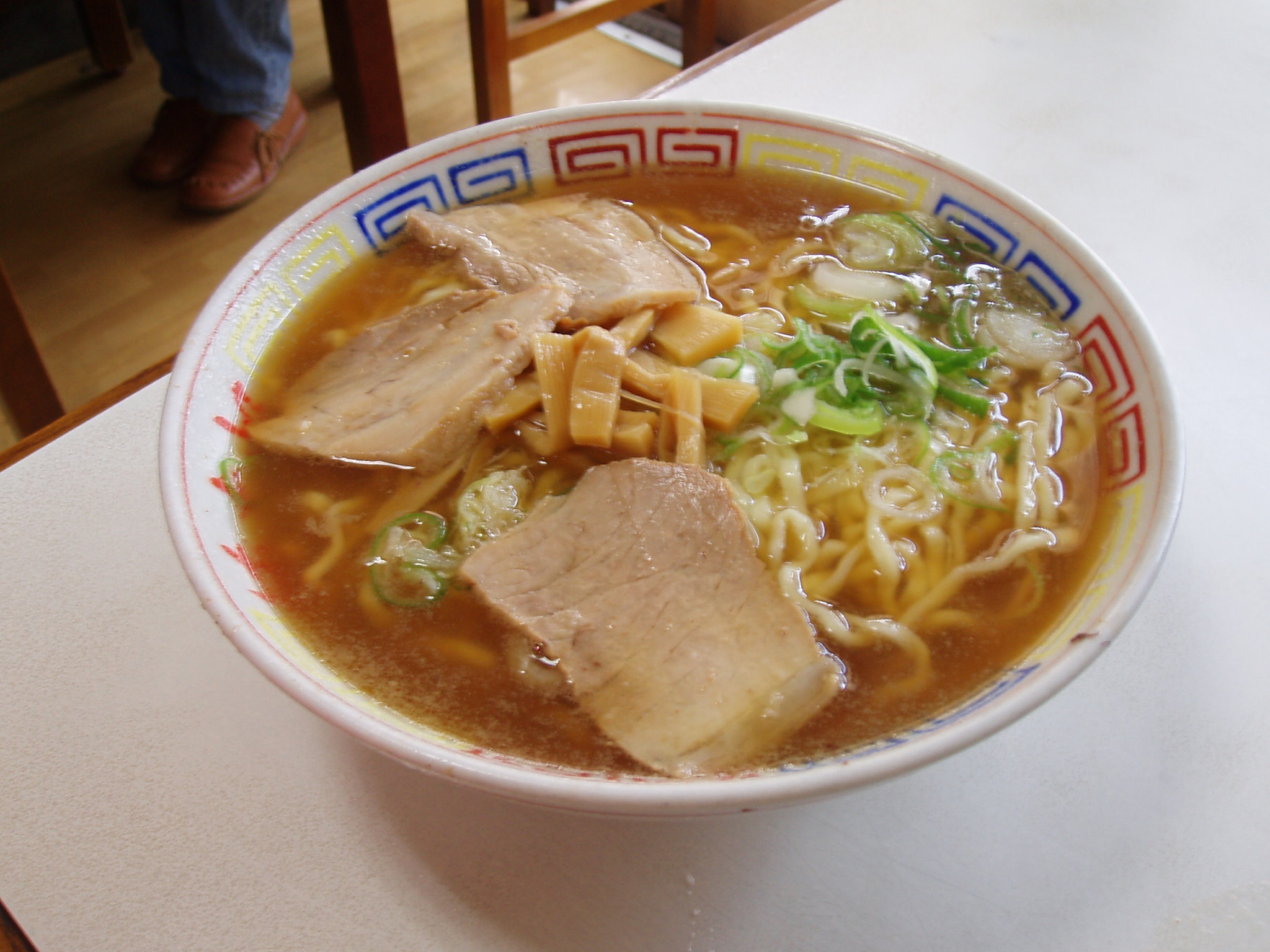
喜多方拉麵

喜多方拉麵（日语： Kitakata Ramen）是日本福島縣喜多方市周邊地區出名的日本拉面。

## 摘要
喜多方市以人口53,668人就有120所的麵店的人口密度比例，與札幌、博多並列為日本三大麵食城之一。
湯底分別以豬骨和小雜魚乾混合製成。麵條使用大條的扁平捲曲麵條，使其有獨特的食感。
在福島縣，白河拉麵也同樣的有名。

## 相关项目
- 喜多方市
- 日本拉麺